# Thor Kunkel

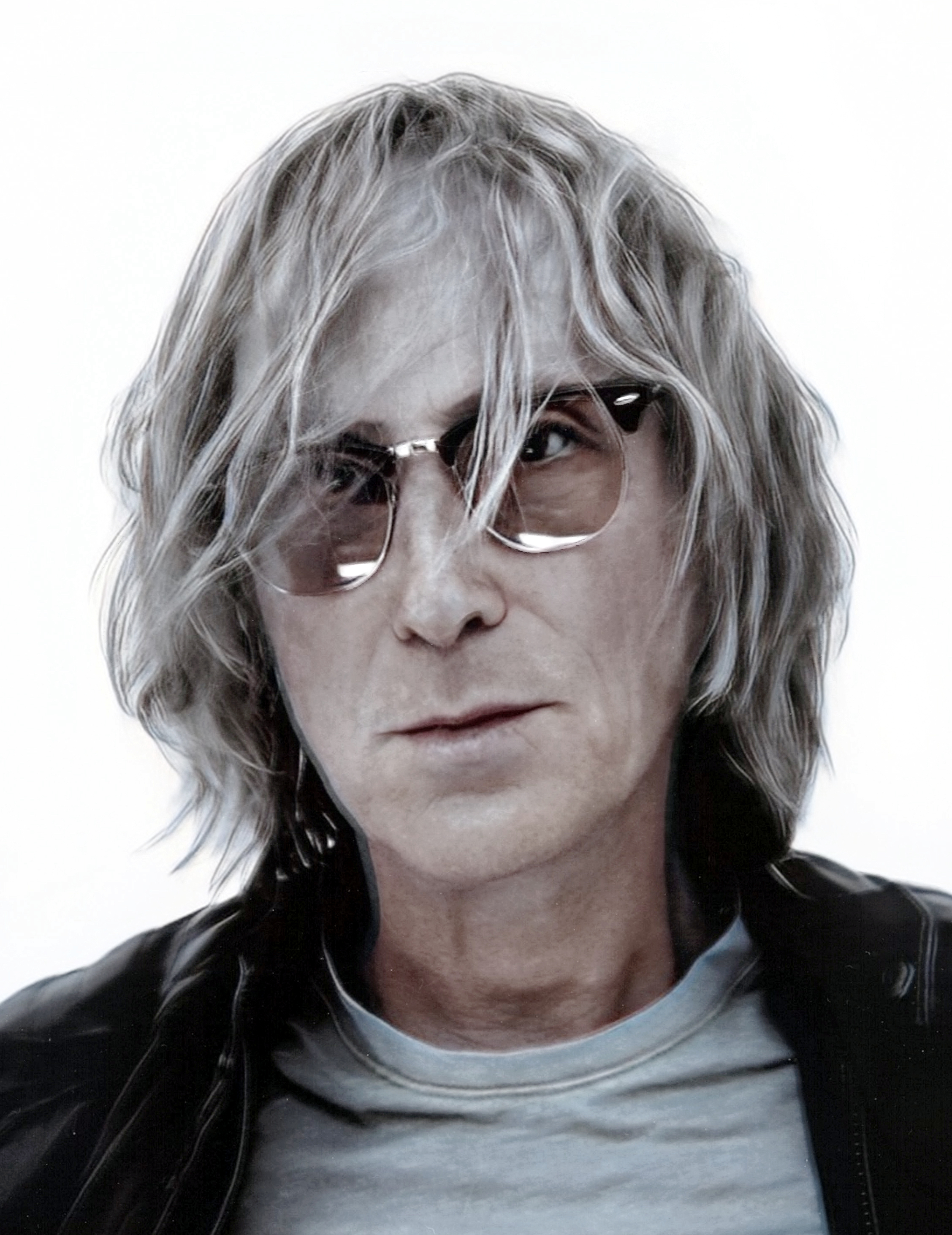
Thor Kunkel, 2023

Thor Kunkel (* 2. September 1963 in Frankfurt am Main) ist ein deutsch-schweizerischer Schriftsteller, Publizist, Werbefilmer und Kommunikationsberater. Sein Roman Endstufe löste 2004 eine hitzige Debatte in den Feuilletons mehrerer Zeitungen aus.

## Biografie
Kunkel wuchs als Sohn eines Maschinenbauingenieurs und einer veterinärmedizinischen Assistentin in der Friedrich-Ebert-Siedlung im heutigen Frankfurter Gallusviertel auf. Nach dem Abitur am Goethe-Gymnasium studierte er Bildende Kunst bei Thomas Bayrle an der Städelschule in Frankfurt am Main. Anschließend belegte er in San Francisco einen Kurs in „Creative Script Writing“, kam wieder nach Deutschland zurück und arbeitete zeitweise in der Werbebranche. Nach Beendigung seines Studiums lebte er fünf Jahre in London und mehr als zehn Jahre in Amsterdam. In dieser Zeit arbeitete er für große internationale Werbeagenturen, darunter Young & Rubicam und Leo Burnett. Im Jahr 1999 gewann Kunkel, mit dem ersten Kapitel aus seinem Romandebüt Das Schwarzlicht-Terrarium, den Ernst-Willner-Preis. Der 640 Seiten lange Roman galt schon wenige Wochen nach seinem Erscheinen als die „deutsche Antwort auf Pulp Fiction“ (Die Woche). Die Feuilleton-Redaktion der Frankfurter Allgemeinen Sonntagszeitung wählte den Roman im März 2002 in den Kanon der „25 wirkungsvollsten deutschen Bücher der letzten 20 Jahre“.
Sein Roman Subs wurde von Regisseur Oskar Roehler unter dem Titel HERRliche Zeiten – mit Katja Riemann und Oliver Masucci in den Hauptrollen – verfilmt. Die arte-Sendung Metropolis widmete dem Roman einen Beitrag. Ein Radiofeature über Subs wurde vom Deutschlandfunk gesendet.
Neben seiner schriftstellerischen Tätigkeit berät Kunkel unter der Firmierung KunkelBakker Creative Communications im Bereich Öffentlichkeitsarbeit, Marketing und Kommunikation. Laut Lürzer’s Archiv hat er Unternehmen wie Coca-Cola, Dommelsch Bier, Levi’s und Ford-Europe sowie das Bundesministerium für Bildung und Forschung beraten. Auch an der Kampagne der Partei Alternative für Deutschland (AfD) für die Bundestagswahl 2017 war er beratend beteiligt und „als Kreativ-Chef im Kampagnenteam der Partei“. Ebenso wirkte er bei der AfD-Wahlkampagne zur Europawahl 2019 mit. Nach eigener Aussage war er während seines Studiums als Ersteller von Plakaten für die Grünen in Frankfurt am Main tätig.
Thor Kunkel hat seit 2009 seinen Lebensmittelpunkt in der Schweiz, wo er auf die Riederalp im Wallis zog.

## Literarisches Werk
Thor Kunkels Debütroman Das Schwarzlicht-Terrarium – 1999 ausgezeichnet mit dem Ernst-Willner-Preis – schichtet in der historischen Realität der 1970er Jahre eine Vielfalt von tragisch-komischen Geschichten um Drogen-Experimente, Disco und den von G.I.s der US-Army importierten American Dream. In den Dialogen der Protagonisten verquickt sich hessischer Alltagsjargon mit G.I.-Slang zu einer hochliterarischen Gossensprache. Auf den Romanerstling bezogen schrieb Martin Walser anerkennend: „Der Autor scheint ein Benennungsbesessener zu sein, ein Ekelvirtuose, ein Meisteranmacher, ein Sexualfundamentalist.“
Auch Kunkels zweiter Roman Ein Brief an Hanny Porter ist eine dialoglastige Reflexion zwischen vier Personen über den „amerikanischen Traum“. Der NDR verglich den Roman mit einem „Brecht’schen Lehrstück“. Nach einer Spielfassung des Leipziger Schauspielhauses von 2002 wurde der auf Hawaii spielende Roman vom MDR als Hörspiel mit Andrea Sawatzki in einer Hauptrolle produziert.
Kunkels dritter Roman Endstufe, gefördert mit einem Stipendium der Stiftung Preußische Seehandlung, wurde schon vor dem offiziellen Erscheinungstermin kontrovers in der internationalen Presse diskutiert. Die Veröffentlichung führte zu einem heftigen Skandal und einem dauerhaften Zerwürfnis des Autors mit dem Feuilleton. Iris Radisch nannte den Roman am 15. April 2004 in der Zeit „die Avantgarde des biotechnischen Zeitalters“, in dem „die Berliner Bananenrepublik im NS-Design“ vorgeführt werde. Der FAZ-Journalist Dirk Schümer befand dagegen am 12. Mai 2004 in der SWR-Sendung Büchertalk: „Kunkels Provokation besteht darin, dass das Dritte Reich aus der Innenperspektive geschildert wird. Das heißt, die Leute, die uns das schildern, sind Nazis. […] Ich habe dieses Buch mit großem Genuss in sehr schneller Zeit gelesen und fand es eine monströse, horrorfilmartige Innenperspektive eines Systems, das sonst immer nur aus der Perspektive der Opfer geschildert wird.“
2007 erschien Kunkels vierter Roman Kuhls Kosmos. Volker Weidermann nannte den Roman in der FAS „sensationell komisch“. Auch der Ärzte-Sänger Bela B. äußerte sich öffentlich zu Kunkels Roman: „Hab’ mich selten so gut schlecht gefühlt.“ Kuhls Kosmos beschreibt die dunkle Seite der Disco-Kultur und verortet ihre Anfänge im kriminellen Rotlichtmilieu. Über diese Anfänge äußerte sich auch der Frankfurter DJ Sven Väth in der Süddeutschen Zeitung vom 14. April 2002: „Man muss sich das in etwa so wie in Thor Kunkels Frankfurt-Roman ‚Das Schwarzlicht-Terrarium‘ vorstellen, sehr halbseiden, sexy und proletarisch.“
2010 folgte die utopische Groteske Schaumschwester, in der Kunkel das Komplott von kybernetischen Organismen beschreibt. Die taz lobte den Roman und nannte ihn „komprimiert und zurückhaltend“.
Aus einem 2009 für den WDR geschriebenen Hörstück Subs entwickelte Kunkel den gleichnamigen Roman, der 2011 erschien. In dem Roman schildert er die Rückkehr der Sklaverei im privaten Rahmen. Ein progressiv denkendes Ehepaar entschließt sich, „Balkanmenschen“ (gemeint sind Flüchtlinge) auf ihrem Grundstück in Berlin anzusiedeln. Der österreichische Standard schrieb am 3. Juni 2011: „Thor Kunkel ist und bleibt der deutsche Großmeister des Trash.“ Auch der Philosoph Peter Sloterdijk äußerte sich über den Roman: „Wehret den Anfängen! hieß es einst bei Ovid. Thor Kunkel setzt dagegen: Untersucht die Anfänge!“ Der Spiegel vom 12. Dezember 2011 wertete diese Äußerung zugleich als „Ritterschlag und Ehrenerklärung“.
In dem 2014 veröffentlichten Memoir Wanderful – Mein neues Leben in den Bergen schildert Kunkel zwei Jahre seines Lebens in den Walliser Alpen. Der Text ist eine Mischung aus autobiografischen Vignetten und naturphilosophischen Essays, die sich im Rahmen eines hochalpinen Wanderführers entfalten. Das Magazin Cicero (Nr. 4 vom April 2014) bezeichnete Kunkel daraufhin als „den letzten Outlaw der deutschen Literatur“.
In seinem 2020 erschienenen Wörterbuch der Lügenpresse schrieb Kunkel: „Zahllose journalistische (An)richter leisten das tägliche plausible Umlügen der Wahrheit und die nötige Empörungsbewirtschaftung.“ Er konstatiert eine „Situation, die es vorher so in der Geschichte nicht gab, und sie entstand aus dem konsequenten Missbrauch unserer Sprache durch privilegierte Kulturlenker und kryptomarxistische Politiker, die die Demokratie von innen ausgehöhlt haben“. Den Inhalt dieses Werks fasste der Journalist Hans Demmel folgendermaßen zusammen: ein „der Sprache verlustig gegangenes, von verlogenen Journalisten und unfähigen Politikern manipuliertes Volk steht vor dem Untergang, beschleunigt durch Flüchtlinge, Migranten und Zuwanderer“. In diesem Werk, so Demmel, wimmele „es von Falschbehauptungen und Unterstellungen“.
Neben seiner literarischen Arbeit betätigt sich Thor Kunkel zunehmend im internationalen Sprachraum als Regisseur. Das Frühjahr 2015 verbrachte er als writer in residence am Monte Verità im Tessin, wo sein philosophisches Traktat Mir blüht ein stiller Garten entstand. Das Buch erschien 2016.
Debattenbeiträge von Kunkel erschienen unter anderem in Medien wie der Financial Times Deutschland, der Frankfurter Allgemeinen Zeitung, in der Jungen Freiheit, Journalistenwatch, Sezession und Tumult.
2022 publizierte Kunkel zwei Romane: Die Satire „Im Garten der Eloi – Geschichte einer hochsensiblen Familie“ und „Welt unter“, ein den Klimawandel thematisierenden Roman über mutierte Menschen, die in der Lage sind, unter Wasser zu atmen. Stationen der polizeilich gesuchten Naturaktivistin Freya Velden stehen im Zentrum der Handlung. Zum Werk „Im Garten der Eloi“ schrieb Pascal Fischer vom SWR: „Großer Bevölkerungsaustausch, entwurzelte Europäer, wehrloses ‚Tätervolk‘ als Geschenk an die neue Weltordnung – immer mehr kippt der Roman nach rechts außen.“ Literatur müsse sich zwar „nicht moralinsauer jeglichen Extremismus in der Figurenrede verkneifen“. Sie überzeuge „aber auch nicht als platter Wahlkampf in notdürftiger Romanverkleidung“. Was „als wundervolle Milieu-Satire“ beginne, gerate „zu einer zynischen, passiv-aggressiven Abstiegs- und Rachefantasie“.

## RomanEndstufe(2004)
Kurz vor Druckbeginn im Frühjahr 2004 stellte der Rowohlt Verlag die Zusammenarbeit mit Kunkel ein. Der Verleger Alexander Fest begründete das knapp mit Differenzen in „inhaltlichen und ästhetischen Fragen“. Daraufhin erschien Endstufe einige Monate später bei Eichborn. Der rote Faden der fiktiven Handlung ist der Handel mit pornografischen Filmen, der von Angestellten des „SS-Hygiene-Instituts Berlin“ in Nordafrika betrieben wird. Kunkel bezieht sich dabei auf die sogenannten Sachsenwald-Filme aus der Sammlung des Medienexperten Werner Nekes, deren Authentizität umstritten ist.
Die Ablehnung Rowohlts hatte eine Diskussion in vielen deutschsprachigen Zeitungen und Zeitschriften zur Folge. Während die Meinungen über die Frage, ob Rowohlts Schritt gerechtfertigt war, stark auseinandergingen, wurde der Roman selbst in den meisten Medien scharf kritisiert. Über die Qualität des Textes gingen die Meinungen weit auseinander. In der Frankfurter Allgemeinen Sonntagszeitung nannte Volker Weidermann den Roman ein „glänzend geschriebenes, ungeheuer interessantes Manuskript von einem der besten deutschen Autoren der jüngeren Generation.“ Ein „zutiefst zynische[r] Versuch“, die Schreckensbilder der deutschen Geschichte „mit einem wüsten Ekelreigen zu exorzieren und zugleich durch das breite Ausmalen alliierter Verbrechen zu übertünchen“, urteilte dagegen Richard Kämmerlings in der Frankfurter Allgemeine Zeitung.
Der Roman wurde auch international rezipiert, u. a. in der New York Times, ABC Australia, den Israel National News, italienischen Tageszeitungen und dem Guardian.
Im August 2020 publizierte Kunkel erstmals die Originalfassung seines Romans Endstufe, in der auch die vom Spiegel zitierten „verworfenen Passagen“ enthalten sind. Der Unterschied zur Erstausgabe von 2004 beträgt 132 Seiten. Zeitgleich wurde das Medientagebuch Zum Abschuss freigegeben veröffentlicht. Darin beschreibt Kunkel, wie er seiner Ansicht nach von den deutschen Medien über Monate hinweg desavouiert und verleumdet wurde.

## Auszeichnungen
- 1999: Ernst-Willner-Preis[4]

## Werke
- Das Schwarzlicht-Terrarium. Rowohlt, Reinbek 2000, ISBN 3-499-22646-4.
- Ein Brief an Hanny Porter. Rowohlt, Reinbek 2000, ISBN 3-499-22678-2.
- Endstufe. Eichborn, Berlin 2004, ISBN 3-8218-0753-9.
- Kuhls Kosmos. PulpMaster, Berlin 2008, ISBN 978-3-927734-41-8.
- Schaumschwester. Matthes & Seitz, Berlin 2010, ISBN 978-3-88221-690-5.
- SUBS. Heyne, München 2011, ISBN 978-3-453-26692-6.
- Wanderful – Mein neues Leben in den Bergen. Eichborn-Verlag, Köln 2014, ISBN 978-3-8479-0568-4.
- Mir blüht ein stiller Garten. Edition C.W., Ascona, Sonder-Edition, 2016.
- Das Wörterbuch der Lügenpresse: Deutsch – Lügenpresse, Lügenpresse – Deutsch. Kopp Verlag, Rottenburg 2020, ISBN 978-3-86445-733-3.
- Endstufe. Die unzensierte Originalfassung Edition Kunkelversum, Berlin 2020, ISBN 978-3-9820789-3-9.
- Zum Abschuss freigegeben. Kopp Verlag, Rottenburg 2020, ISBN 978-3-86445-771-5.
- Der Weg der Maschine. Edition BuchHaus, Loschwitz 2021, ISBN 3-9823005-4-1.
- Im Garten der Eloi. Geschichte einer hochsensiblen Familie Europa Verlag, München 2022, ISBN 978-3-95890-477-4.
- Welt unter Golkonda Verlag, München 2022, ISBN 978-3-96509-061-3
- Das Schwarzlicht-Terrarium: Die digitale Werkausgabe – Band 1 Europa Verlag, München, 2023, ISBN 978-3-95890-553-5.
- Kuhls Kosmos: Die digitale Werkausgabe – Band 2 Europa Verlag, München, 2023, ISBN 978-3-95890-572-6
- In die Schweiz auswandern – aber richtig Kopp Verlag, Rottenburg 2024, ISBN 978-3989920347.

Romanlizenzen von Thor Kunkel wurden in folgende Länder verkauft: Italien, Tschechische Republik und Türkei.
Hörspiele
- Ein Brief an Hanny Porter (MDR, 2001) (Bearbeitung: Steffen Moratz)
- Verfallsobjekt Nr. 1 (Deutschlandradio Kultur, 2005)
- Subs (WDR, 2009)
- Eine abenteuerliche Geschichte (exklusives Mercedes-Hörbuch, 2014)[45]

Kurzgeschichten und Erzählungen
- Restlicht. In: A. Enderlein (Hrsg.): Weihnachten und andere Katastrophen. Ullstein Tb, 1998, ISBN 3-548-24493-9.
- Das Doppelleben der Amöbe. In: Robert Schindel (Hrsg.): Klagenfurter Texte, Ingeborg-Bachmann-Wettbewerb 1999. Piper, München 1999, ISBN 3-492-04161-2.
- Das Maß aller Dinge. In: Schicke neue Welt. Ullstein Taschenbuch Verlag, 1999, ISBN 3-548-24625-7.
- Die Ampel-Theorie. Rowohlt Taschenbuch Verlag, Reinbek 2000, ISBN 3-499-22669-3.
- Gefrierpunkte. In: Eiszeit – 25 Autoren schlottern vor Kälte. Aufbau Verlag, 2000, ISBN 3-7466-1631-X.
- Botschaften an den Stoffwechsel. In: Annika – 33 Erzählungen von deutschen Autoren. Schneekluth, 2002, ISBN 3-7951-1814-X.
- Das entomologische Gastmahl. In: Bloß keinen Grießbrei an Heiligabend. 2010, ISBN 978-3-550-08831-5.
- Skrupulanten und Posaunisten. In: Bunter Staub – Ernst Jünger im Gegenlicht. Matthes & Seitz, Berlin 2008, ISBN 978-3-88221-725-4.
- Biologiestunde. In: Letzte Worte – Die besten Einsendungen zum Agatha Christie-Preis. Scherz Verlag, 2003, ISBN 3-502-51957-9.

Essays
- Vorwort. In: Angelo Petrella: Nazi Paradise. PulpMaster Verlag, 2009, ISBN 978-3-927734-43-2.
- Quo vadis, deutscher Sackabski? In: Akif Pirinçci, Andreas Lombard (Hrsg.): Attacke auf den Mainstream. Manuscriptum Verlag, 2014, ISBN 978-3-944872-09-4.
- Occupy the Feuilletons! In: Titel-Kulturmagazin, 2011.[46]
- Schicksalsmächtige Klubmoral. In: Titel-Kulturmagazin, 2013.[47]
- Helden fürs Geld. In: Titel-Kulturmagazin, 2012.[48]
- Vorwort. In: Dr. C. E. Nyder: 16 Jahre Angela Merkel: Die Bilanz eines Zerstörungswerks Kopp-Verlag, 2021, ISBN 978-3-86445-835-4.

## Auszeichnungen (Auswahl)
Als Schriftsteller
- Ernst-Willner-Preis / Ingeborg-Bachmann-Wettlesen, 2. Platz(1999)
- Nominierung Bestes Hörspiel, Kategorie: Beste Unterhaltung (2002)
- Stipendium Preußische Seehandlung (2003)
- Aufenthaltsstipendium der Sylt-Quelle (2004)
- Autorenstipendium der Senatsverwaltung Berlin (2005)
- Nominationen Kurt-Lasswitz-Preis + Deutscher Science-Fiction-Preis(2006)

Als Regisseur

Während seiner „Industrietätigkeit“ als „TV Art Director“ und Werbefilm-Regisseur erhielt Kunkel u. a. folgende Auszeichnungen:
- N.Y. Film Festival
- ADCN-Award (Silver Lamp)
- Cannes Lion (Poster Award) 1994
- Clio
- Creative Circle
- Creston
- Cyber Lion
- D&AD, DMSA
- Art Directors Club New York
- Graphis Poster
- Epica
- Eurobest (viermal)
- London International Advertising Festival